# Pseudomicronia archilis
Pseudomicronia archilis är en fjärilsart som beskrevs av Charles Oberthür. Pseudomicronia archilis ingår i släktet Pseudomicronia och familjen Uraniidae. Inga underarter finns listade.